# 藤枝喜輝
藤枝 喜輝（ふじえだ よしき、2002年6月21日 - ）は、日本の俳優。テアトル・ド・ポッシュ所属。神奈川県出身。

## 略歴
「3年A組-今から皆さんは、人質です-」を観て、主演の菅田将暉に刺激を受け所属事務所トップコートに何度か履歴書を送るが不合格となる。俳優になることを諦めきれず知人のつてを頼ってオーディションを受けトップコートに所属。
2021年4月期テレビ朝日系土曜ナイトドラマ『あのときキスしておけば』でテレビドラマ初出演。同年6月11日公開の『キャラクター』で映画初出演。
2022年1月10日、フジテレビ系月9ドラマ『ミステリと言う勿れ』の第1話に出演し、ゴールデンタイムのドラマ初出演。同年8月31日、所属事務所トップコートを退所したことを自身のInstagramで発表した

## 人物
- 趣味：筋トレ、釣り、サーフィン[1]
- 特技：野球、短距離走[1]
- 2019年11月放送のNHKドキュメンタリープロフェッショナル仕事の流儀でトップコートの渡辺万由美社長が特集されたときには面接の様子が放送された[3]。

## 出演

### テレビドラマ
- あのときキスしておけば（2021年4月30日 - 6月18日、テレビ朝日） - 木之崎眞 役[4]
- ミステリと言う勿れ 第1話（2022年1月10日、フジテレビ） - 寒河江健 役
- もしも、イケメンだけの高校があったら（2022年1月15日 - 3月19日、テレビ朝日） - 宇治原修 役[6][7]
- ふたりの背番号4（2022年8月6日 - 16日、朝日放送テレビ） - 園田晴道 役[8]
- ビリオン×スクール 第5話（2024年8月2日、フジテレビ） - 佐野 役[9]
- ちはやふる-めぐり-（2025年7月9日 - 、日本テレビ） - 久本亘 役[10][11]

### ウェブドラマ
- 17.3 about a sex（2020年9月17日 - 10月29日、 AbemaTV） - 青木康太 役[12]
- SEIKAの空（2021年5月29日 - 6月12日、TELASA） - 浪流キャベ次郎 役[13]
- イケメン道〜美南学園物語〜（2022年1月15日 - 3月19日、TELASA） - 宇治原修 役[14]

### 映画
- キャラクター（2021年6月11日、東宝）
- ラーゲリより愛を込めて（2022年12月9日、東宝）[15]
- スパイスより愛を込めて。（2023年6月2日、ブロードメディア） - キャプテン 役
- まなみ100%（2023年9月29日、SPOTTED PRODUCTIONS） - 町くん 役[16]

### Web配信
- オオカミくんには騙されない（2020年8月16日 - 11月1日、AbemaTV）[17]

### MV
- RADWIMPS「MAKAFUKA」（2021年）